# Togba
Togba är ett arrondissement i kommunen Abomey-Calavi i Benin. Den hade 18 674 invånare år 2002.